# Yoshio Furukawa
Yoshio Furukawa, född 5 juli 1934 i Osaka prefektur, Japan, är en japansk tidigare fotbollsspelare.